# Фрідріх Антон Вільгельм Мікель
Фрідріх Антон Вільгельм Мікель (фр. Friedrich Anton Wilhelm Miquel, 1811–1871) — нідерландський ботанік, який займався переважно флорою Голландської Ост-Індії.

## Біографія
Мікель народився в Ноєнгаусі. Вивчав медицину в Університеті Гронінгена, де в 1833 році отримав докторський ступінь. Після початку роботи лікарем у лікарні Buitengasthuis в Амстердамі в 1835 році він викладав медицину в клінічній школі в Роттердамі. У 1838 році він став кореспондентом Королівського інституту, який пізніше став Королівською Нідерландською академією мистецтв і наук, а в 1846 році він став членом. Він був професором ботаніки в Амстердамському університеті (1846–1859) та Утрехтському університеті (1859–1871). З 1862 року він керував Rijksherbarium (Національним гербарієм) у Лейдені. У 1866 році він був обраний іноземним членом Королівської шведської академії наук.
Мікель займався дослідженнями систематики рослин. Його цікавила флора Голландської імперії, зокрема Голландської Ост-Індії та Суинаму. Хоча він ніколи не подорожував далеко, він знав через листування велику колекцію австралійських та індійських рослин. Він описав багато видів і родів у таких важливих родинах як Casuarinaceae, Myrtaceae, Piperaceae і Polygonaceae. Загалом він опублікував ≈ 7000 ботанічних назв. Завдяки партнерству з німецьким ботаніком Генріхом Геппертом він зацікавився палеоботанікою, вивченням викопних рослин, зокрема викопних саговників. Разом з Якобом Гійсбертусом Самуелем ван Бредою, Пітером Гартінгом і Вінандом Старінгом він був у першій комісії зі створення геологічної карти Нідерландів, яка була опублікована в 1852 році Йоханом Рудольфом Торбеке.

## Праці
- Genera Cactearum, Rotterdam, 1839
- Monographia Cycadearum, Utrecht, 1842
- Systema Piperacearum, Rotterdam, 1843-1844
- Illustrationes Piperacearum, Bonn, 1847
- Cycadeae quaedam Americanae, partim novae. Amsterdam, 1851.
- Flora Indiae batavae, Amsterdam, 1855-1859
- Leerboek der Artensij-Gewassen, Utrecht, 1859
- De Palmis Archipelagi Indici observationes novae. Amsterdam, 1868.
- Miquel, Friedrich Anton Wilhelm (1865–1869). Annales Musei botanici lugduno-batavi. iii vols. Amsterdam: Rijksherbarium.

## Вшанування
З його маєтку був створений фонд Мікеля, який надає фінансову підтримку ботанікам Утрехтського університету. Колишній будинок директора ботанічного саду в центрі міста Утрехт називається «Будинок Мікеля». У гаазькому районі Лакквартіер є вулиця, названа на його честь. У 1838 році ботанік Карл Мейснер опублікував таксон Miquelia, який є родом квіткових рослин родини Icacinaceae. Потім у 1980 році ботанік Fric ex F. Ritter опублікував таксон Miqueliopuntia, який є родом кактусів з Південної Америки.